# Ukeje
Ukeje – debiutancki album studyjny polskiego piosenkarza Damiana Ukeje, który został wydany 5 lutego 2013 przez wytwórnię płytową Universal Music Polska.
Album składa się z 10 utworów, promowały go single „Bezkrólewie”, o którym piosenkarz powiedział, że jest „fuzją buntu i rockowej szarpaniny”, „Zanim odejdę”, „To nie ten świat” oraz „Moja mała Ameryka”.
Wydawnictwo znalazło się na 44. miejscu na polskiej liście sprzedaży OLiS.

## Lista utworów
| Nr  | Tytuł                   | Autorzy                      | Czas  |
| --- | ----------------------- | ---------------------------- | ----- |
| 1.  | „Byle na raz”           | Michał Grymuza, Damian Ukeje | 4:35  |
| 2.  | „Bezkrólewie”           | Michał Grymuza, Damian Ukeje | 4:07  |
| 3.  | „A4”                    | Michał Grymuza, Damian Ukeje | 3:49  |
| 4.  | „Niebo”                 | Michał Grymuza, Damian Ukeje | 4:04  |
| 5.  | „Moja mała Ameryka”     | Michał Grymuza, Damian Ukeje | 2:55  |
| 6.  | „Nie moja krew”         | Michał Grymuza, Damian Ukeje | 4:12  |
| 7.  | „Fotografie”            | Michał Grymuza, Damian Ukeje | 4:44  |
| 8.  | „Zanim odejdę”          | Michał Grymuza, Damian Ukeje | 4:34  |
| 9.  | „To nie ten świat”      | Michał Grymuza, Damian Ukeje | 4:31  |
| 10. | „W kręgu rzeczy małych” | Michał Grymuza, Damian Ukeje | 4:15  |
|     |                         | Całkowita długość:           | 41:46 |

## Twórcy
Opracowane na podstawie materiału źródłowego.
- Damian Ukeje – wokal prowadzący
- Michał Grymuza – gitara elektryczna, gitara akustyczna
- Michał Frydryszak – gitara basowa
- Michał Dąbrówka – perkusja
- Wojtek Olszak – instrumenty klawiszowe

## Pozycja na liście sprzedaży
| Kraj   | Lista sprzedaży (2013)    | Najwyższa pozycja |
| ------ | ------------------------- | ----------------- |
| Polska | Oficjalna Lista Sprzedaży | 44                |